# La Résurrection (film)
Pour les articles homonymes, voir Résurrection (homonymie).
Pour plus de détails, voir Fiche technique et Distribution.
La Résurrection (A Resurrection) est un film américain réalisé par Matt Orlando et sorti en 2013.

## Synopsis
Au lycée Middleton, le jeune Eli est victime d'intimidation de la part de Brandon et ses amis.
Son grand frère Devon a été assassiné sur la route par un chauffard.
Eli est persuadé que c'est Brandon le meurtrier.
Eli dit qu'il a trouvé  le corps de son frère et qu'une sorcière a mis un mauvais esprit dans son corps.
Maintenant, il a besoin de six âmes pour vivre à nouveau et il va chercher à se venger contre Brandon et ses amis...

## Fiche technique
- Titre original : A Resurrection
- Réalisation : Matt Orlando
- Scénario : Matt Orlando
- Production : Jamie Kennedy Entertainment, Levine Pictures
- Lieu de tournage : Pennsylvanie
- Durée : 89 minutes
- Date de sortie : 22 mars 2013

## Distribution
- Devon Sawa : Travis
- Mischa Barton : Jessie
- Michael Clarke Duncan : Addison
- J. Michael Trautmann : Eli
- Stuart Stone : Nick
- Nick Jandl : Brandon
- Matt Willig (en) : Vince
- Alanna Romansky : Tammy
- Morgan Wolk : Dian
- Brenden Meers : Alex
- Annie Kitral : The Bruja
- Patrick de Ledebur : Devon